# WTA de Camberra
O WTA de Camberra – ou Richard Luton Properties Canberra International, na última edição – foi um torneio de tênis profissional feminino, de nível WTA Tier IV.
Realizado em Camberra, no sudeste da Austrália, estreou em 2001 e durou seis edições. Os jogos eram disputados em quadras duras durante o mês de janeiro.

## Finais

### Simples
| Ano  | Campeã                  | Vice-campeã         | Resultado      |
| ---- | ----------------------- | ------------------- | -------------- |
| 2006 | Anabel Medina Garrigues | Cho Yoon-jeong      | 6–4, 0–6, 6–4  |
| 2005 | Ana Ivanović            | Melinda Czink       | 7–5, 6–1       |
| 2004 | Paola Suárez            | Silivia Farina Elia | 3–6, 6–4, 7–65 |
| 2003 | Meghann Shaughnessy     | Francesca Schiavone | 6–1, 6–1       |
| 2002 | Anna Smashnova          | Tamarine Tanasugarn | 7–5, 7–62      |
| 2001 | Justine Henin           | Sandrine Testud     | 6–2, 6–2       |

### Duplas
| Ano  | Campeãs                            | Vice-campeãs                            | Resultado     |
| ---- | ---------------------------------- | --------------------------------------- | ------------- |
| 2006 | Marta Domachowska Roberta Vinci    | Claire Curran Līga Dekmeijere           | 7–65, 6–3     |
| 2005 | Tathiana Garbin Tina Križan        | Gabriela Navrátilová Michaela Paštiková | 7–5, 1–6, 6–4 |
| 2004 | Jelena Kostanić Claudine Schaul    | Caroline Dhenin Lisa McShea             | 6–4, 7–63     |
| 2003 | Tathiana Garbin Émilie Loit        | Dája Bedáňová Dinara Safina             | 6–3, 3–6, 6–4 |
| 2002 | Nannie de Villiers Irina Selyutina | Samantha Reeves Adriana Serra Zanetti   | 6–2, 6–3      |
| 2001 | Nicole Arendt Ai Sugiyama          | Nannie de Villiers Annabel Ellwood      | 6–4, 7–62     |